# Christian Taylor
Christian Taylor (Fayetteville, 18 giugno 1990) è un triplista e lunghista statunitense, campione olimpico di salto triplo a Londra 2012 e Rio de Janeiro 2016.
In carriera è stato anche quattro volte campione mondiale di salto triplo (Taegu 2011, Pechino 2015, Londra 2017 e Doha 2019). Suo padre è di Barbados.

## Progressione

### Salto triplo
| Stagione | Misura  | Luogo          | Data      | Rank. Mond. |
| -------- | ------- | -------------- | --------- | ----------- |
| 2021     | 16,52 m | Eugene         | 24-4-2021 |             |
| 2020     | 17,57 m | Berlino        | 13-9-2020 |             |
| 2019     | 17,92 m | Doha           | 29-9-2019 | 2º          |
| 2018     | 17,81 m | Doha           | 4-5-2018  | 2º          |
| 2017     | 18,11 m | Eugene         | 27-5-2017 | 1º          |
| 2016     | 17,86 m | Rio de Janeiro | 16-8-2016 | 1º          |
| 2015     | 18,21 m | Pechino        | 27-8-2015 | 1º          |
| 2014     | 17,51 m | Zurigo         | 28-8-2014 | 4º          |
| 2013     | 17,66 m | Birmingham     | 30-6-2013 | 3º          |
| 2012     | 17,81 m | Londra         | 9-8-2012  | 1º          |
| 2011     | 17,96 m | Taegu          | 4-9-2011  | 1º          |
| 2010     | 17,02 m | Eugene         | 9-6-2010  | 23º         |
| 2009     | 16,65 m | Fayetteville   | 13-6-2009 | 67º         |
| 2008     | 16,05 m | Columbus       | 21-6-2008 | 206º        |
| 2007     | 15,98 m | Ostrava        | 14-7-2007 | 221º        |

## Palmarès
| Anno | Manifestazione  | Sede           | Evento         | Risultato | Prestazione | Note                                                                    |
| ---- | --------------- | -------------- | -------------- | --------- | ----------- | ----------------------------------------------------------------------- |
| 2007 | Mondiali U18    | Ostrava        | Salto in lungo | Bronzo    | 7,29 m      | Miglior prestazione personale                                           |
| 2007 | Mondiali U18    | Ostrava        | Salto triplo   | Oro       | 15,98 m     | Miglior prestazione mondiale stagionale under 18                        |
| 2008 | Mondiali U20    | Bydgoszcz      | Salto in lungo | 7º        | 7,41 m      |                                                                         |
| 2008 | Mondiali U20    | Bydgoszcz      | Salto triplo   | 8º        | 15,61 m     |                                                                         |
| 2011 | Mondiali        | Taegu          | Salto triplo   | Oro       | 17,96 m     | Miglior prestazione mondiale stagionale · Miglior prestazione personale |
| 2012 | Mondiali indoor | Istanbul       | Salto triplo   | Argento   | 17,63 m     | Miglior prestazione personale                                           |
| 2012 | Giochi olimpici | Londra         | Salto triplo   | Oro       | 17,81 m     | Miglior prestazione personale stagionale                                |
| 2013 | Mondiali        | Mosca          | Salto triplo   | 4º        | 17,20 m     |                                                                         |
| 2014 | World Relays    | Nassau         | 4×400 m        | Oro       | 2'57"25     | Record dei campionati                                                   |
| 2015 | Mondiali        | Pechino        | Salto triplo   | Oro       | 18,21 m     | Record nord-centroamericano · Miglior prestazione mondiale stagionale   |
| 2016 | Giochi olimpici | Rio de Janeiro | Salto triplo   | Oro       | 17,86 m     | Miglior prestazione personale stagionale                                |
| 2017 | Mondiali        | Londra         | Salto triplo   | Oro       | 17,68 m     |                                                                         |
| 2019 | Mondiali        | Doha           | Salto triplo   | Oro       | 17,92 m     | Miglior prestazione personale stagionale                                |
| 2022 | Mondiali        | Eugene         | Salto triplo   | 18º (q)   | 16,48 m     |                                                                         |

## Campionati nazionali

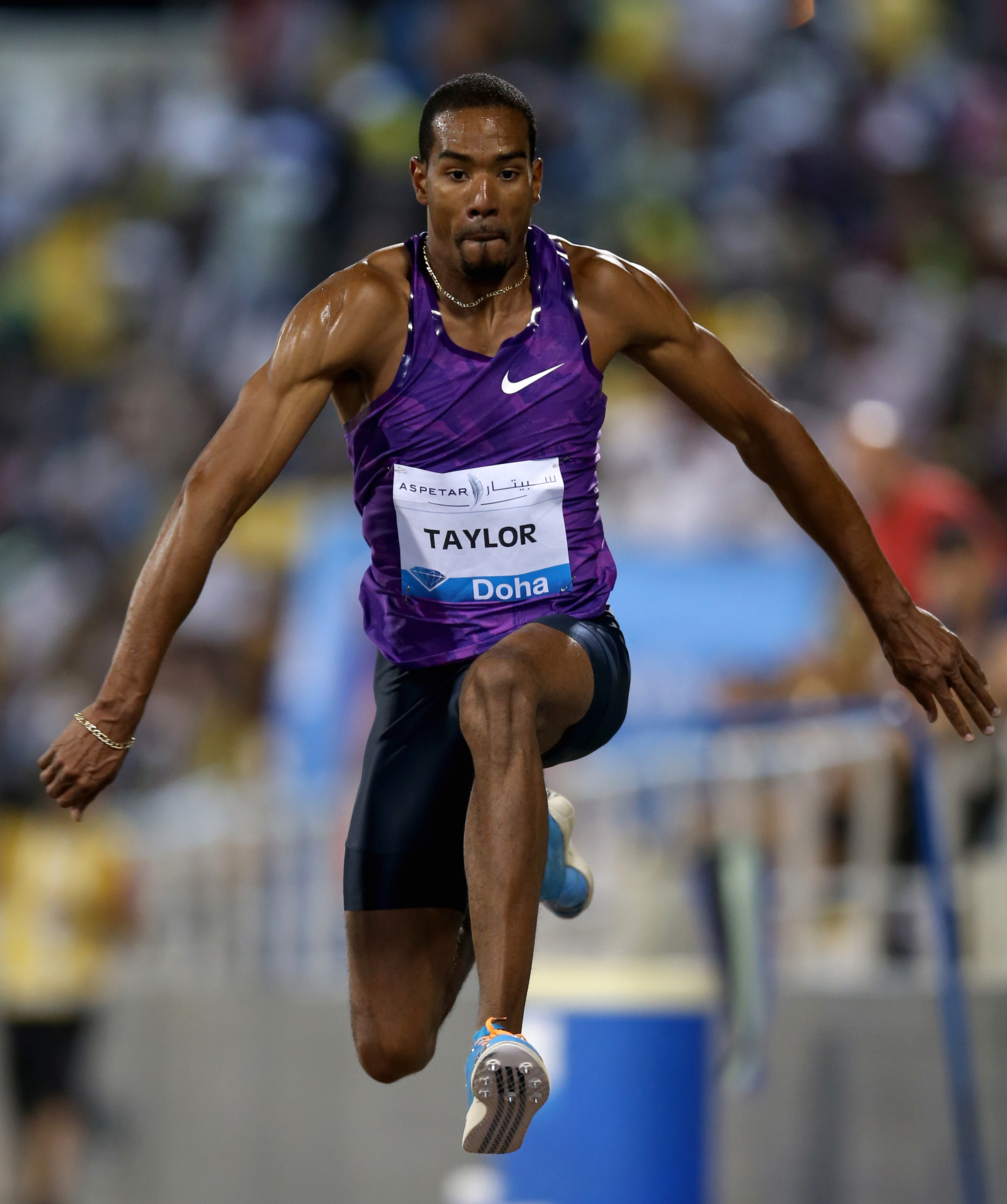
Christian Taylor al Doha Diamond League 2015

- 2 volte campione nazionale del salto triplo (2011, 2012)

## Altre competizioni internazionali
2012
- Vincitore della Diamond League nella specialità del salto triplo (19 punti)

2013
- Vincitore della Diamond League nella specialità del salto triplo (23 punti)

2014
- Vincitore della Diamond League nella specialità del salto triplo (20 punti)

2015
- Vincitore della Diamond League nella specialità del salto triplo (22 punti)

2016
- Vincitore della Diamond League nella specialità del salto triplo (60 punti)

2017
- Vincitore della Diamond League nella specialità del salto triplo

2018
- Oro in Coppa continentale ( Ostrava), salto triplo - 17,59 m
- Oro in Coppa continentale ( Ostrava), 4×400 m mista - 3'13"01

2019
- Vincitore della Diamond League nella specialità del salto triplo